# Csaba Horváth (calciatore)
Csaba Horváth (Dunajská Streda, 2 maggio 1982) è un ex calciatore slovacco di origine ungherese, di ruolo difensore.

## Carriera
Inizia la carriera calcistica nel 2002 iniziando a giocare nel Synot. Nel 2004 trova spazio nel Laugaricio Trenčín. Nel 2006 torna allo Slovacko, ma non trovando spazio ritorna a Trenčín per giocare con i biancorossi fino al 2008. Nel 2008 viene acquistato dalla squadra olandese AZ Alkmaar con cui vincerà campionato e Johan Cruijff Schaal nel 2009. Nel 2010 passa ai polacchi del Zagłębie Lubin.

## Nazionale
Il 12 agosto 2009 fa il suo esordio con la nazionale slovacchia durante un incontro amichevole contro la nazionale islandese